# 分离派

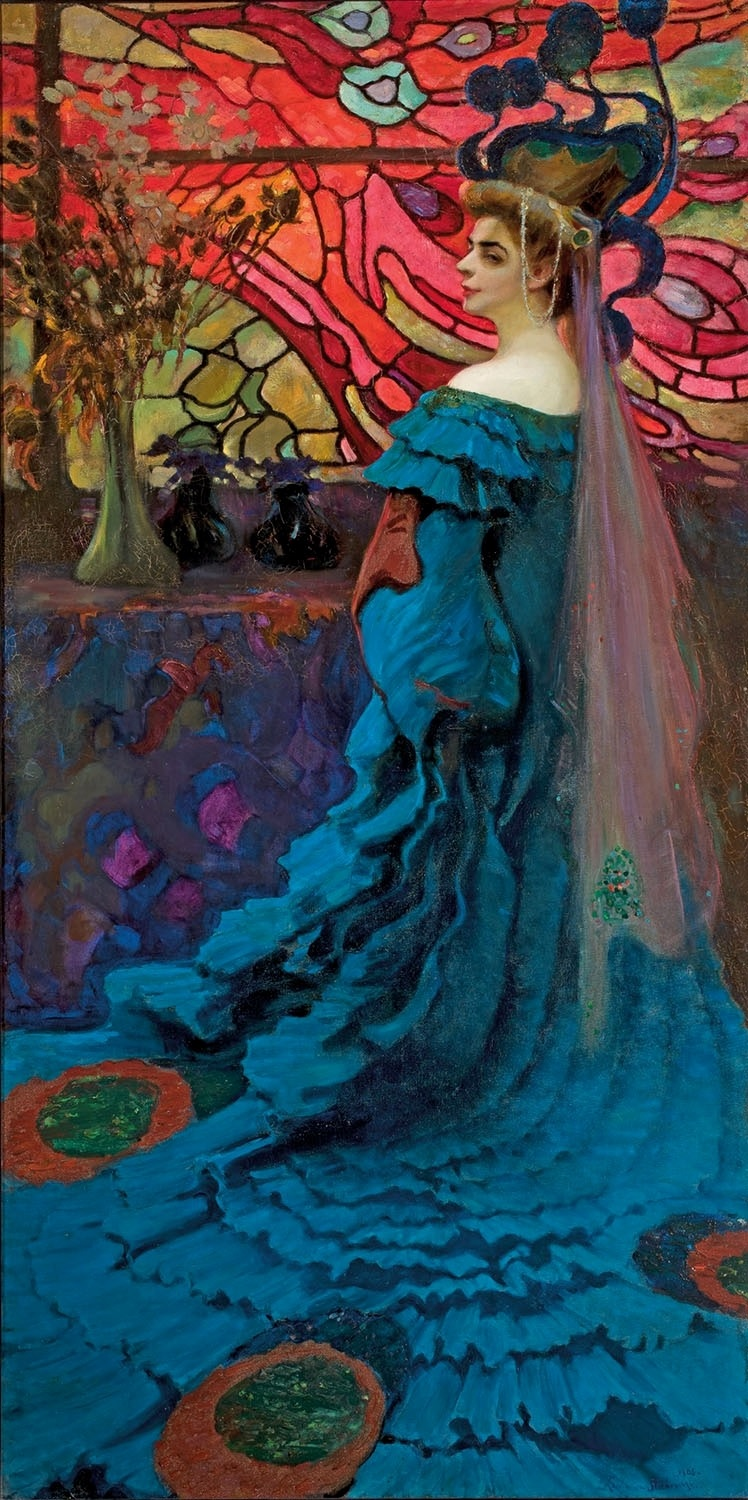
卡齐米日·斯塔布鲁斯基（Kazimierz Stabrowski），《孔雀》（1908），華沙國家博物館。波兰分离派艺术的一个例子，极富装饰性的象征性组合物，与新艺术风格元素完美融合。

分离派（德語：Sezession）是指在19世纪末至20世纪初脱离官方學院藝術及其管理部门支持的许多現代主義艺术家团体。

## 历史
和官方政治的第一次分裂发生在法国，1890年，以欧内斯特·梅索尼埃和皮埃爾·皮維·德·夏凡納为首的“战神广场沙龙”（Salon au Champs-de-Mars）成立。随后的几年中，欧洲各个国家的艺术家开始投身这股浪潮中，主要是在德国、奥匈帝国和比利时，他们从传统艺术运动中“分离”出来并采用了先进的风格。1892年，法国以外的第一个分离派在慕尼黑成立，5年后的1897年，维也纳分离派成立了。
最有名的分离派是成立于1897年的维也纳分离派，其中包括了古斯塔夫·克林姆，他喜欢华丽的新艺术运动风格而不是当时的风格。在奥地利，这些艺术家的风格被称为，即“分离派风格”。
自1896年至去世时的1916年间担任《Jugend》（青年）的编辑和发行人的Georg Hirth创造了“分离派”一词以代表该时代各种现代和反动运动的精神。后来，汉斯-乌尔里希·西蒙（Hans-Ulrich Simon）在他发表的论文（Sezessionismus. Kunstgewerbe in literarischer und bildender Kunst, 1976）中重新讨论了这个理念，他认为19世纪末和20世纪初欧洲的一系列的分离行动共同构成了“分离派”（德語：Sezessionismus）运动，体现在了当时的艺术和文学上。

## 视觉艺术的主要分离派
- 巴黎：法国国家美术协会（英语：Société Nationale des Beaux-Arts），成立于1890年
- 慕尼黑：慕尼黑分离派（英语：Munich Secession），成立于1892年
- 维也纳：维也纳分离派，成立于1897年
- 柏林：柏林分离派（英语：Berlin Secession），成立于1898年
- 科隆：西德艺术爱好者和艺术家分离联盟（Sonderbund westdeutscher Kunstfreunde und Künstler），成立于1909年